# Liste der Patriarchen von Konstantinopel

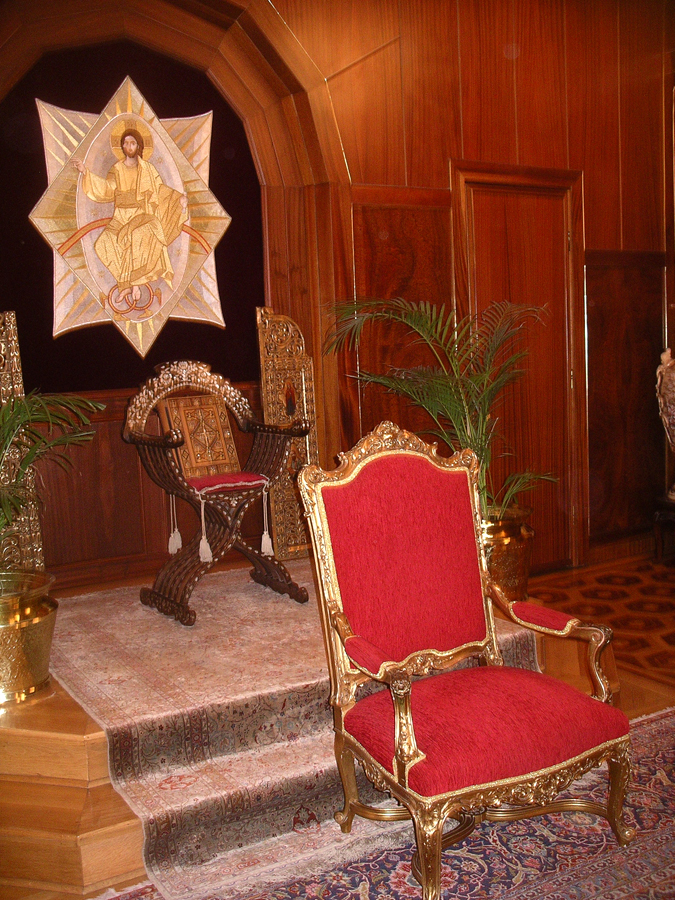
Thron des Patriarchen von Konstantinopel

Die folgenden Personen waren Bischöfe, Metropoliten und Ökumenische Patriarchen von Konstantinopel (Istanbul):

## Bischöfe von Byzantion (38–325)
Wie auch bei den frühen Bischöfen von Rom ist es unter Historikern umstritten, inwieweit dieser Teil der Liste der Bischöfe von Byzantion historisch lückenlos belegt ist oder später vervollständigt wurde.
- Apostel Andreas (Gründer)
- Stachys der Apostel (38–54)
- Onesimus (54–68)
- Polykarp I. (69–89)
- Plutarch (89–105)
- Sedekion (105–114)
- Diogenes (114–129)
- Eleutherius (129–136)
- Felix (136–141)
- Polykarp II. (141–144)
- Athenodorus (144–148)
- Euzois (148–154)
- Laurentius (154–166)
- Alypius (166–169)
- Pertinax (169–187)
- Olympianus (187–198)
- Marcus I. (198–211)
- Philadelphus (211–217)
- Cyriacus I. (217–230)
- Castinus (230–237)
- Eugenius I. (237–242)
- Titus (242–272)
- Dometius (272–284)
- Rufinus I. (284–293)
- Probus (293–306)
- Metrophanes (306–325)

## Erzbischöfe von Konstantinopel (325–451)
- Metrophanes (325–326)
- Alexander (326–337)
- Paulos I. (337–339)
- Eusebius von Nikomedia (338–341)
- Paulos I. (341–342)
- Makedonios I. (342–346)
- Paulos I. (346–350)
- Makedonios I. (351–360)
- Eudoxius von Antiochia (360–370)
- Euagrios von Konstantinopel (370)
- Demophilus (370–379)
- Euagrius (379/380?)
- Maximus (380)
- Gregorius I. von Nazianz (379–381)
- Nectarius (381–397)
- Johannes I. Chrysostomos (398–404)
- Arsacius von Tarsus (404–405)
- Atticus (406–425)
- Sisinnius I. (426–427)
- Nestorius (428–431)
- Maximianus (431–434)
- Proklos (434–446)
- Flavianus (446–449)
- Anatolios von Konstantinopel (449–451)

## Patriarchen von Konstantinopel (seit 451)

### 451 bis 1204
- Anatolios von Konstantinopel (451–458)
- Gennadios I. (458–471)
- Akakios (471–489)
- Fravitas (489–489)
- Euphemios (490–495) † 515
- Makedonios II. (495–511)
- Timotheos I. (511–517)
- Johannes II. Kappadokes (518–520)
- Epiphanios (520–535)
- Anthimos I. (535–536)
- Menas (536–552)
- Eutychios von Konstantinopel (552–565)
- Johannes III. Scholastikos (565–577)
- Eutychios von Konstantinopel (577–582)
- Johannes IV. Nesteutes (582–595)
- Kyriakos (596–606)
- Thomas I. (607–610)
- Sergios I. (610–638)
- Pyrrhos (638–641)
- Paulos II. (641–653)
- Petros (654–666)
- Thomas II. (667–669)
- Johannes V. (669–675)
- Konstantinos I. (675–677)
- Theodoros I. (677–679)
- Georgios I. (679–686)
- Paulos III. (687–693)
- Kallinikos I. (693–705)
- Kyros (705–711)
- Johannes VI. (712–715)
- Germanos I. (715–730)
- Anastasius (730–754)
- Konstantin II. (754–766)
- Niketas (766–780)
- Paulos IV. (780–784)
- Tarasios (784–806)
- Nikephoros I. (806–815)
- Theodotos I. (815–821)
- Antonios I. (821–836)
- Johannes VII. Grammatikos (836–843)
- Methodios I. (843–847)
- Ignatios I. (847–25. Dezember 858)
- Photios I. der Große (25. Dezember 858–867)
- Ignatios I. (867–23. Oktober 877)
- Photios I. der Große (25. Dezember 877–886)
- Stephanos I. (886–893)
- Antonios II. Kauleas (893–901)
- Nikolaus I. Mystikos (901–907)
- Euthymios I. Synkellos (907–912)
- Nikolaus I. Mystikos (912–925)
- Stephanos II. von Amasea (925–928)
- Tryphon (928–931)
- Theophylaktos (933–956)
- Polyeuktos (956–970)
- Basileios I. Skamandrenos (970–973)
- Antonios III. Studites (973/974–978/979)
- Nikolaos II. Chrysoberges (980–992)
- Sisinnios II. (996–998)
- Sergios II. (999/1001–1019)
- Eustathios I. (1019–1025)
- Alexios I. Studites (1025–1043)
- Michael I. Kerularios (1043–1058)
- Konstantin III. Lichoudas (1059–1063)
- Johannes VIII. Xiphilinos (1064–1075)
- Kosmas I. (1075–1081)
- Eustratios Garidas (1081–1084)
- Nikolaus III. Grammatikos (1084–1111)
- Johannes IX. Agapetos (1111–1134)
- Leon Styppes (1134–1143)
- Michael II. Kurkuas (1143–1146)
- Kosmas II. Attikos (1146–1147)
- Nikolaus IV. Muzalon (1147–1151)
- Theodotos II. (1151–1153)
- Neophytos I. (1153)
- Konstantin IV. Chliarenus (1154–1156)
- Lukas Chrysoberges (1156–1169)
- Michael III. von Anchialos (1170–1177)
- Chariton Eugeneiotes (1177–1178)
- Theodosios I. Borradiotes (1179–1183)
- Basileios II. Kamateros (1183–1186)
- Niketas II. Muntanes (1186–1189)
- Leontios Theotokites (1189–1190)
- Dositheos (1190–1191)
- Georg II. Xiphilinos (1191–1198)
- Johannes X. Kamateros (1198–1206)

### 1204 bis 1261 (im Exil)
- Johannes X. Kamateros (1198–1206)
- Michael IV. Autoreianos (1207–1213)
- Theodor II. Eirenikos (1214–1216)
- Maximos II. (1216)
- Manuel I. Karantenos Charitopoulos (1217–1222)
- Germanos II. (1223–1240)
- Methodios II. (1240)
- Vakanz 1240–1244
- Manuel II. (1244–1254)
- Arsenios Autoreianos (1255–1260)
- Nikephoros II. (1260–1261)

### 1261 bis 1453
- Arsenios Autoreianos (1261–1265)
- Germanos III. (1266)
- Joseph I. Galesiotes (1267–1275)
- Johannes XI. (1275–1282)
- Gregor II. von Zypern (1283–1289)
- Athanasios I. (1289–1293)
- Johannes XII. (1294–1303)
- Athanasios I. (1303–1309)
- Nephon I. (1310–1314)
- Johannes XIII. Glykys (1315–1320)
- Gerasimos I. (1320–1321)
- Jesaias (1323–1332)
- Johannes XIV. Kalekas (1334–1347)
- Isidor I. (1347–1350)
- Kallistos I. (1350–1353)
- Philotheos Kokkinos (1353–1354)
- Kallistos I. (1354–1363)
- Philotheos Kokkinos (1364–1376)
- Makarios (1376–1379)
- Neilos Kerameos (1379–1388)
- Antonios IV. (1389–1390)
- Makarios (1390–1391)
- Antonios IV. (1391–1397)
- Kallistos II. Xanthopoulos (1397)
- Matthaios I. (1397–1410)
- Euthymios II. (1410–1416)
- Joseph II. (1416–1439)
- Metrophanes II. (1440–1443)
- Gregor III. Mammas (1443–1450)
- Athanasios II. (1450–1453)

### 1453 bis heute
- Gennadios II. Scholarios (1453–1456)
- Isidoros II. Xanthopoulos (1456–1457)
- Sophronios I. Syropoulos (1463–1464)
- Joasaph I. (1464, 1464–1466)
- Markos II. (1466)
- Symeon I. (1466, 1471–1474, 1481–1486)
- Dionysios I. (1466–1471, 1489–1491)
- Raphael I. (1475–1476)
- Maximos III. (1476–1481)
- Nephon II. (1486–1488, 1497–1498, 1502)
- Maximos IV. (1491–1497)
- Joachim I. (1498–1502, 1504)
- Pachomios I. (1503–1504, 1504–1513)
- Theoleptos I. (1513–1522)
- Jeremias I. (1522–1545)
- Joannikios I. (1546)
- Dionysios II. (1546–1555)
- Joasaph II. (1555–1565)
- Metrophanes III. (1565–1572)
- Jeremias II. Tranos (1572–1579)
- Metrophanes III. (1579–1580)
- Jeremias II. Tranos (1580–1584)
- Pachomios II. (1584–1585)
- Theoleptos II. (1585–1586)
- Jeremias II. Tranos (1587–1595)
- Matthaios II. (1596)
- Gabriel I. (1596)
- Theophanes I. Karykes (1596)
- Meletios I. Pegas (1596–1697) (locum tenens)
- Theophanes I. Karykes (1597)
- Meletios I. Pegas (1597–1598) (locum tenens)
- Matthaios II. (1598–1602)
- Neophytos II. (1602–1603, 1607–1612)
- Matthaios II. (1603)
- Raphael II. (1603–1607)
- Timotheos II. (1612–1620)
- Kyrillos I. Loukaris (1612, 1620–1623, 1623–1630, 1630–1633, 1633–1634, 1634–1635, 1637–1638)
- Gregor IV. (1623)
- Anthimus II. (1623)
- Kyrillos II. (1633, 1635–1636, 1638–1639)
- Athanasios III. Patelaros (1634)
- Neophytos III. (1636–1637)
- Parthenios I. (1639–1644)
- Parthenios II. (1644–1646, 1648–1651)
- Joannikios II. (1646–1648, 1651–1652, 1653–1654, 1655–1656)
- Kyrillos III. (1652–1654)
- Parthenios III. (1656–1657)
- Gabriel II. (1657)
- Parthenios IV. (1657–1662, 1665–1667, 1671, 1675–1676, 1684, 1685)
- Theophanes II. (1659)
- Dionysios III. (1662–1665)
- Klemens (1667)
- Methodios III. (1668–1671)
- Dionysios IV. Muselimes (1671–1673, 1676–1679, 1682–1684, 1686, 1687, 1693–1694)
- Gerasimos II. (1673–1674)
- Athanasios IV. (1679)
- Jakobos (1679–1682, 1685–1686, 1687–1688)
- Kallinikos II. (1688, 1689–1693, 1694–1702)
- Neophytos IV. (1688)
- Gabriel III. (1702–1707)
- Neophytos V. (1707)
- Kyprianos I. (1707–1709, 1713–1714)
- Athanasios V. (1709–1711)
- Kyrillos IV. (1711–1713)
- Kosmas III. (1714–1716)
- Jeremias III. (1716–1726. 1732–1733)
- Paisios II. (1726–1732, 1740–1743, 1744–1748)
- Serapheim I. (1733–1734)
- Neophytos VI. (1734–1740, 1743–1744)
- Kyrillos V.  (1748–1751, 1752–1757)
- Kallinikos III. (1757)
- Seraphim II. (1757–1761)
- Joannikios III. (1761–1763)
- Samuel I. Chatzeres (1763–1768, 1773–1774)
- Meletios II. (1769–1769)
- Theodosios II. (1769–1773)
- Sophronios II. (1774–1780), zuvor Patriarch Sophronios V. von Jerusalem
- Gabriel IV. (1780–1785)
- Prokopios I. (1785–1789)
- Neophytos VII. (1789–1794, 1798–1801)
- Gerasimos III. (1794–1797)
- Gregor V. (1797–1798, 1806–1808, 1818–1821)
- Kallinikos IV. (1801–1806. 1808–1809)
- Jeremias IV. (1809–1813)
- Kyrillos VI. (1813–1818)
- Eugenios II. (1821–1822)
- Anthimos III. (1822–1824)
- Chrysanthos I. (1824–1826)
- Agathangelos I. (1826–1830)
- Konstantius I. (1830–1834)
- Konstantius II. (1834–1835)
- Gregor VI. (1835–1840, 1867–1871)
- Anthimos IV. (1840–1841, 1848–1852)
- Anthimos V. (1841–1842)
- Germanos IV. (1842–1845, 1852–1853)
- Meletios III. (1845)
- Anthimos VI. (1845–1848, 1853–1855, 1871–1873)
- Kyrillos VII. (1855–1860)
- Joachim II. (1860–1863, 1873–1878)
- Sophronios III. (1863–1866), später als Sophronios IV. von Alexandria orthodoxer Patriarch von Alexandria (1870–1899)
- Joachim III. (1878–1884, 1901–1912)
- Joachim IV. (1884–1887)
- Dionysios V. (1887–1891)
- Neophytos VIII. (1891–1894)
- Anthimos VII. (1895–1897)
- Konstantin V. (1897–1901)
- Germanos V. (1913–1918)
- vakant 1918–1921
- Meletios IV. Metaxakis (1921–1923)
- Gregor VII. (1923–1924)
- Konstantin VI. (1924–1925)
- Vasilios III. (1925–1929)
- Photios II. (1929–1935)
- Benjamin I. (1936–1946)
- Maximos V. (1946–1948)
- Athinagoras (1948–1972)
- Demetrios I. (1972–1991)
- Bartholomeos I. (1991–heute)